# 유노키촌
유노키촌(柚木村)은 나가사키현 기타마쓰우라군에 있던 촌이다. 현재의 사세보시에 해당한다.

## 지리
아이노우라강 상류부에 위치하고 있으며, 주변에는 하치아마붕 등의 산들로 둘러싸인 분지로 계단식 논이 발달해 있다.

## 역사
- 1889년 4월 1일 - 정촌제 시행에 의해 기타마쓰우라군 유노키촌이 성립하였다.
- 1954년 4월 1일 - 구로시마촌과 함께 사세보시에 편입해 유노키촌은 소멸하였다.

## 참고문헌
- 角川日本地名大辞典 42 長崎県
- 市村の廃置分合 昭和29年3月30日総理府告示第393号（佐世保市例規集）